# Piazza dei Signori (Verona)
(Francesco Corna da Soncino)
Piazza dei Signori, conosciuta anche come Piazza Dante, è una piazza situata nel centro storico di Verona, adiacente a piazza delle Erbe.
La piazza nasce nel Medioevo dallo sviluppo dei palazzi scaligeri, ed assume fin dall'inizio funzioni politiche, amministrative e di rappresentanza. La piazza è inquadrata da alcuni edifici monumentali, collegati tra loro da arcate e logge.

## Edifici affacciati sulla piazza

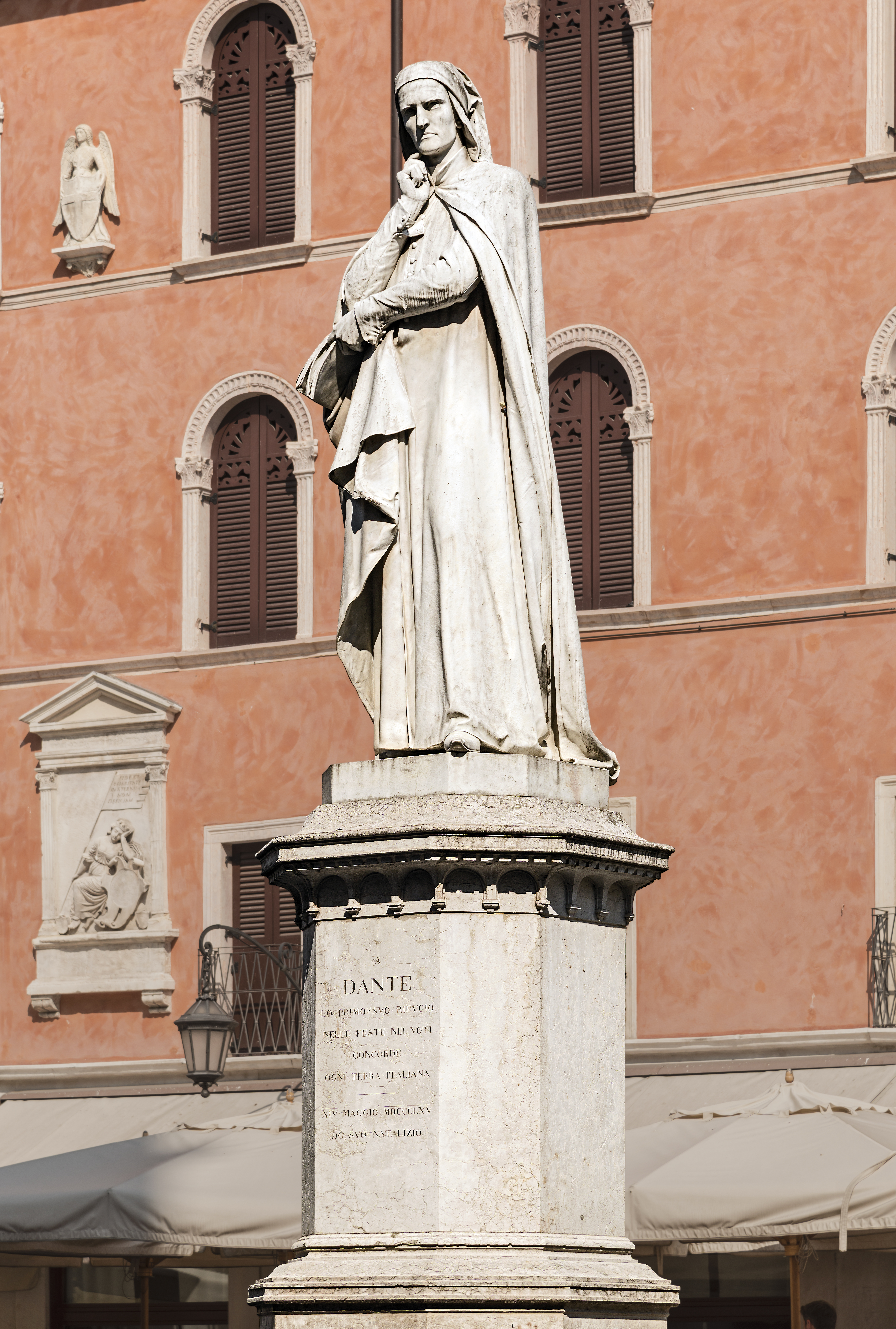
La statua di Dante al centro della piazza

Sulla piazza si affacciano numerosi palazzi di notevole importanza storica e artistica.

### Palazzo della Ragione
Il Palazzo della Ragione fu costruito alla fine del XII secolo e la facciata venne in parte modificata nel XIX secolo. Sulla sua destra si può passare tramite un arco al Mercato Vecchio. Anticamente possedeva quattro torri, di cui la più importante è l'imponente Torre dei Lamberti. Notevole è anche l'elegante Scala della Ragione, costruita in marmo rosso veronese.

### Palazzo di Cansignorio
A lato del Palazzo del Comune, vi è il Palazzo di Cansignorio, sede del potere politico scaligero e veneziano, del quale rimane l'originale torrione medioevale. Più recente è il resto della facciata, progettata e realizzata dal Sanmicheli nel Cinquecento, e la famosa porta dei Bombardieri, del 1687. Sotto vi è anche una bocca dove i cittadini potevano inserire denunce anonime contro altri cittadini.

### Chiesa di Santa Maria Antica
A lato del Palazzo di Cansignorio si intravede, semi-nascosta, la chiesa romanica di Santa Maria Antica, piccola chiesa amata dalla famiglia scaligera. Sul portale è collocato anche il sarcofago di Cangrande I della Scala.
Un cancello in ferro battuto riporta nei fregi ornamentali il simbolo della scala, e nelle arche scaligere sono esenti i resti di Mastino II della Scala e Cansignorio della Scala.

### Palazzo del Podestà
Il palazzo del Podestà si trova vicino alla chiesa di Santa Maria Antica; costruito dagli scaligeri, porta i tipici merli ghibellini. I veneziani, nel 1404, aprirono un nuovo portale e aggiunsero sopra il leone di San Marco.

### Loggia del Consiglio
La Loggia del Consiglio, detta tradizionalmente loggia di fra' Giocondo si trova a lato del Palazzo del Podestà ed è stata voluta dal Comune di Verona, per le riunioni del Patrio Consiglio. Alla fine la sua costruzione è stata rimandata al 1476.

## Monumento a Dante
Nella metà del XVII secolo venne proposta dal podestà di Verona la costruzione di una fontana, che venne realizzata poi da Pietro Tedesco. Già sul finire del secolo si decise che era insufficiente ad ornare una piazza tanto monumentale, così venne demolita.
Al centro della piazza venne eretto un nuovo monumento solo nel 1865: si scelse di collocarvi una statua di Dante, che per un periodo era stato ospitato proprio in un palazzo che si affaccia sulla piazza, e di cui ricorreva il sesto centenario dalla nascita, sfidando la censura austriaca, riprendendo un monumento simile in Piazza Santa Croce a Firenze scolpita da Enrico Pazzi.
La statua è stata realizzata da Ugo Zannoni in marmo di Carrara: sorretta da un piedistallo, ha un'altezza di ben tre metri. Venne inaugurata il 14 maggio 1865. Il modello in bronzo è conservato nelle collezioni della Galleria d'Arte Moderna Achille Forti.

## Galleria d'immagini

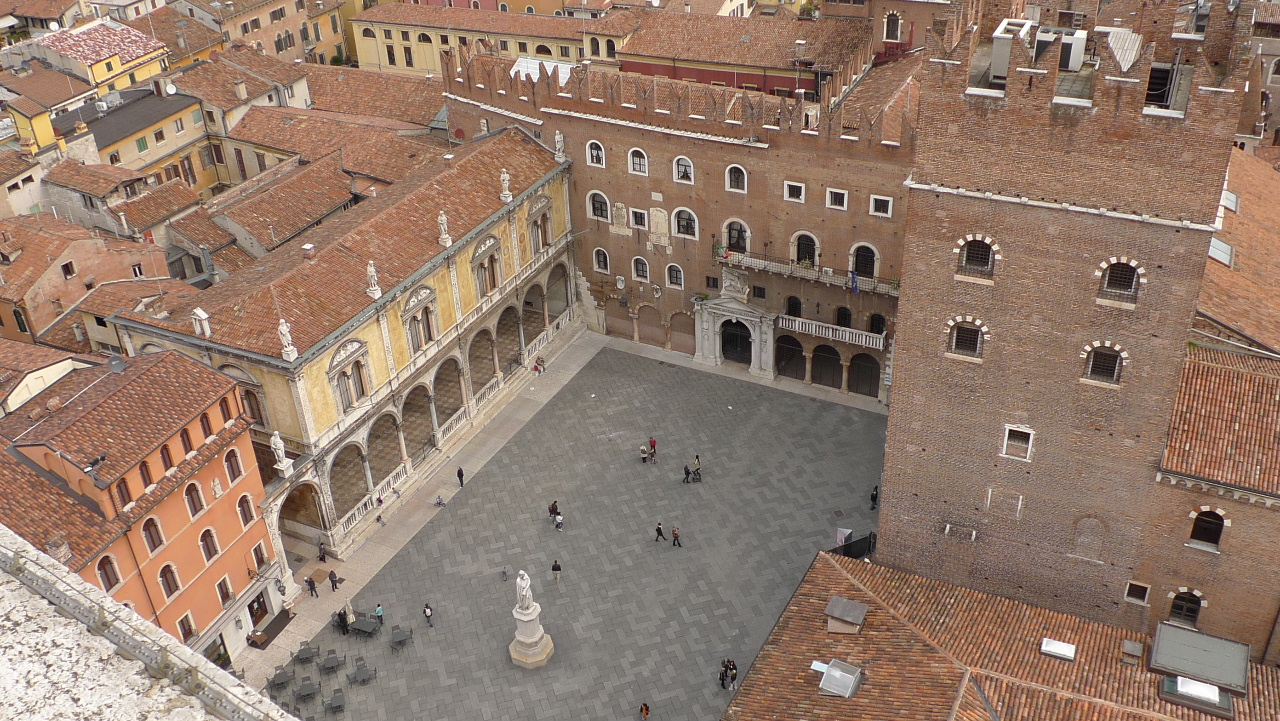
Veduta d'insieme della piazza dalla torre dei Lamberti
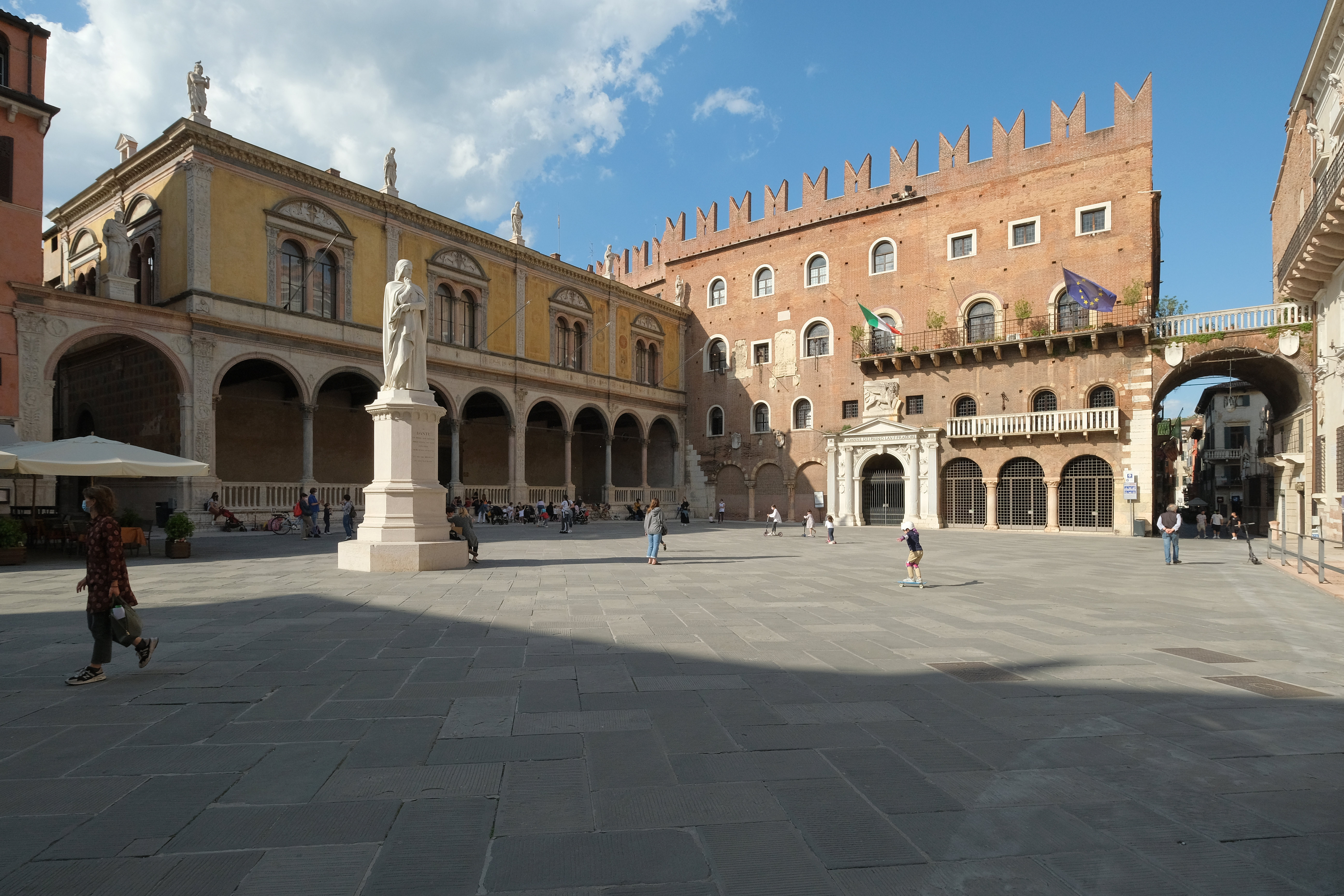
Il palazzo del Podestà, sulla destra, e la loggia del Consiglio, sulla sinistra
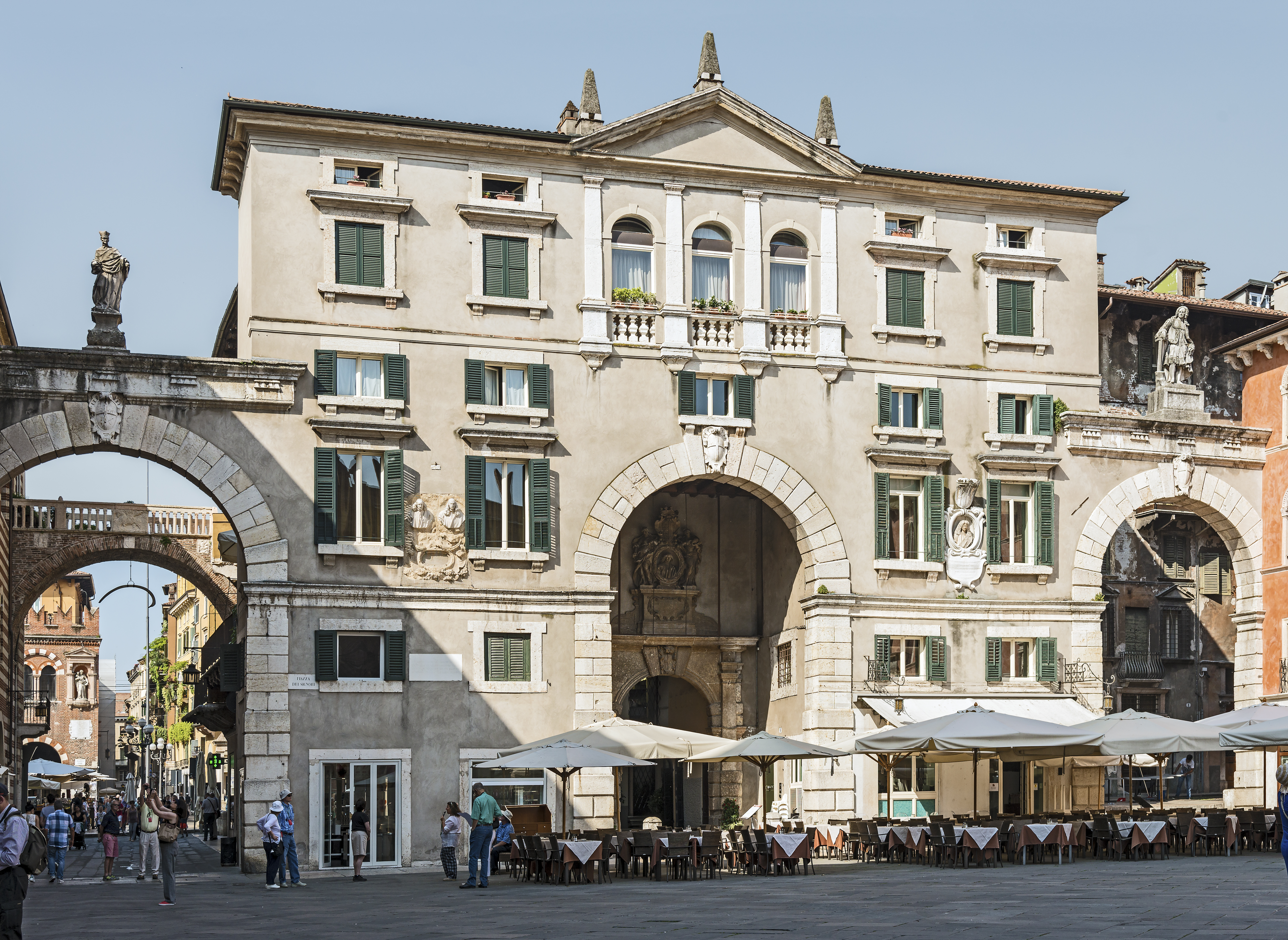
Palazzo Domus Nova
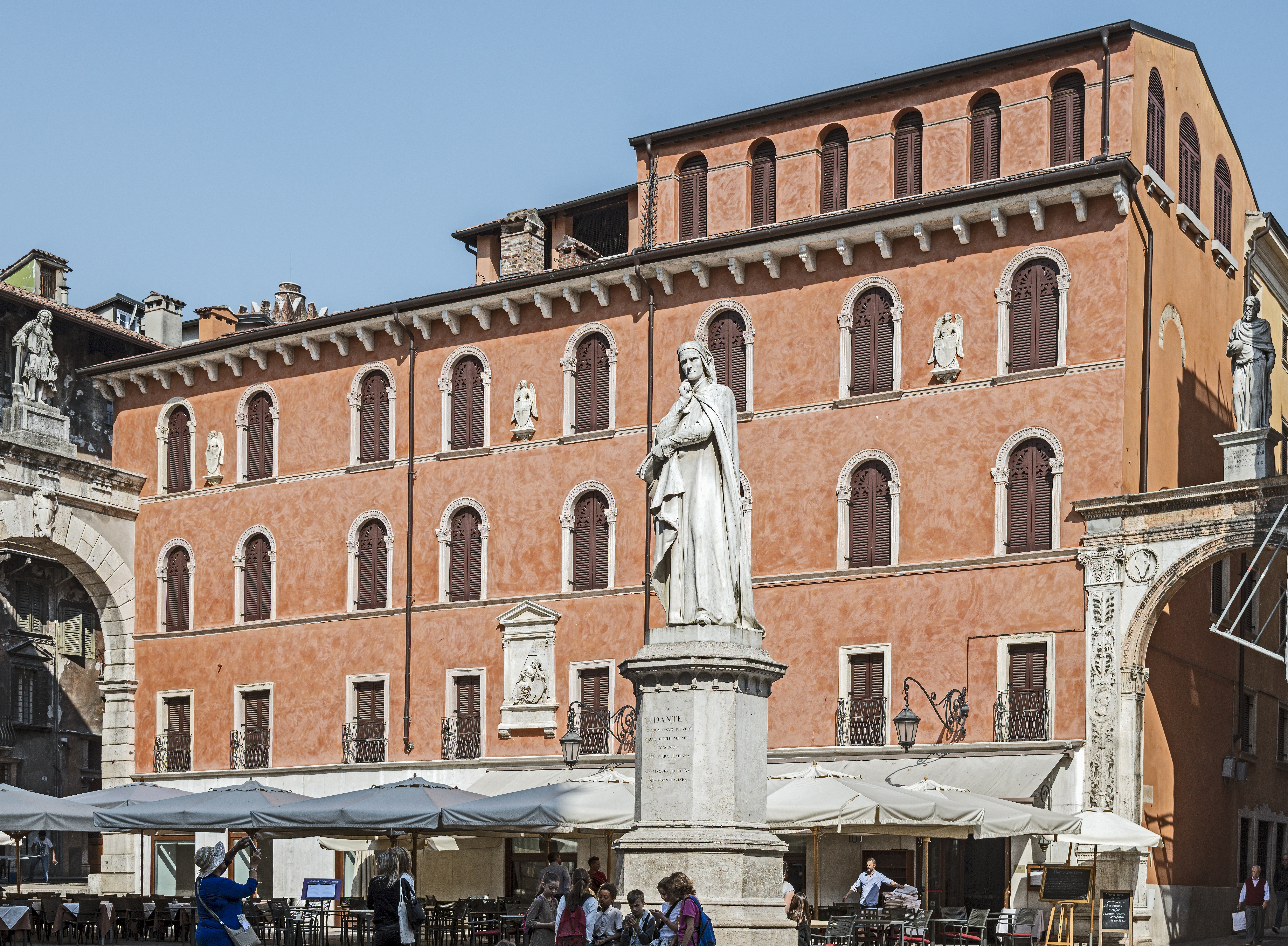
Casa della Pietà
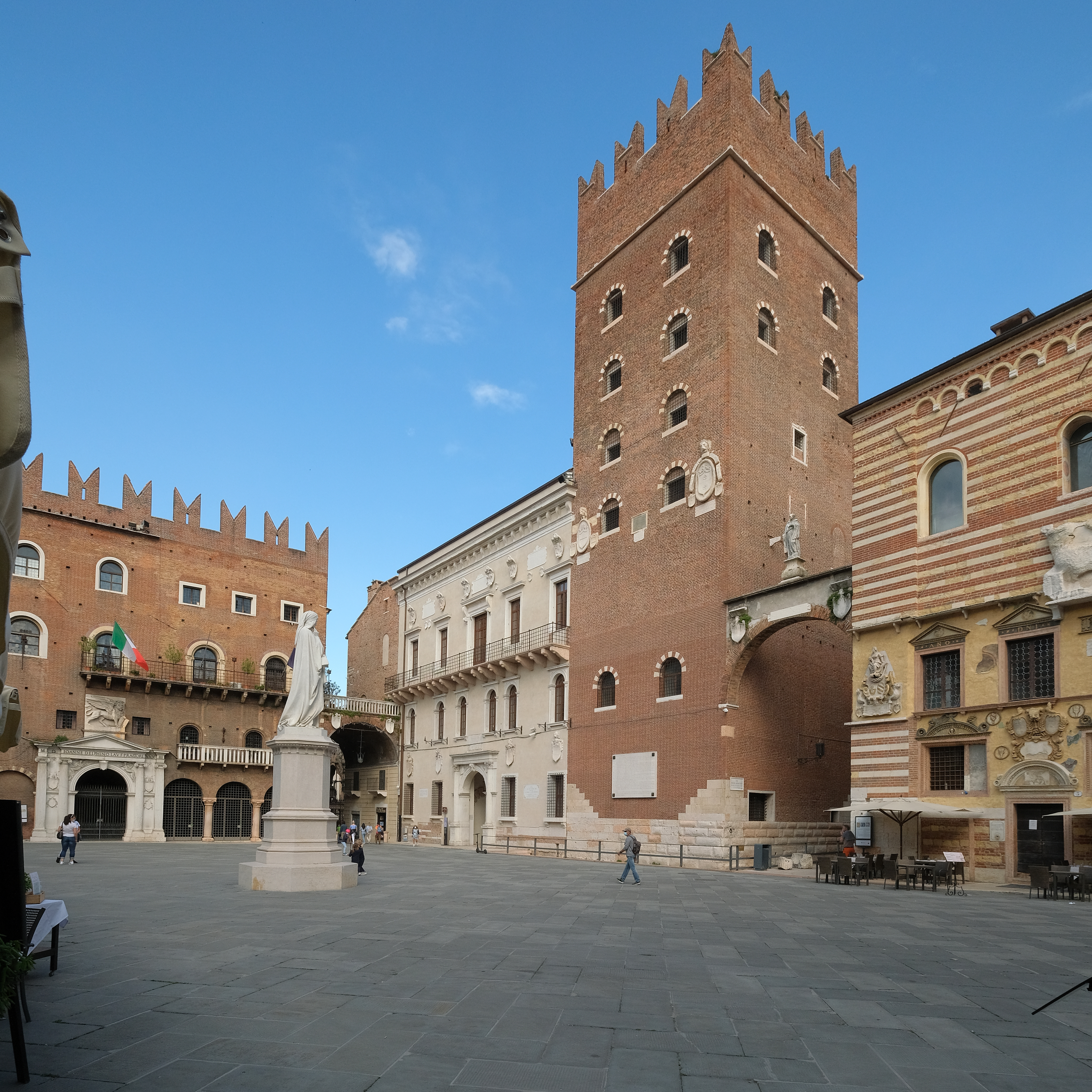
Il palazzo del Capitanio